# Paraplagusia japonica
Paraplagusia japonica es una especie de pez de la familia Cynoglossidae en el orden de los Pleuronectiformes.

## Distribución geográfica
Se encuentran desde las  costas de Japón y Corea hasta las de Taiwán y Papúa Nueva Guinea.